# ان نجد
ان نجد یک منطقهٔ مسکونی در یمن است که در استان صنعا واقع شده‌است.